# 中华尖药花
中华尖药花（学名：Acranthera sinensis）为茜草科尖药花属下的一个种。其种加词“sinensis”意为“中华的”。